# スワスティカー
スワスティカー（英語: Swasticar、複数形: Swasticars、スワスティカーズ）は、アメリカ合衆国のテスラ社が製造する電気自動車（EV）に対して一般市民によって付けられた別称であり、SNS上でのハッシュタグでもある。

## 語源
ナチツ・ドイツのシンボルである鉤十字を意味するスワスティカ（swastika）の最後の二文字であるkaを車のcarに置き換え語呂合わせをした造語である。

## 歴史
2025年2月末、ロンドン郊外のベスナル・グリーンのバス停に一枚のポスターが貼られた。そのポスターには、テスラ車に乗りナチス式敬礼のようなポーズをしたテスラ社CEOのイーロン・マスクが描かれており、「3秒で0から1939へ」や「正にスワスティカーのテスラ」というキャッチコピーが添えられていた。そしてイギリスの任意団体「Everyone Hates Elon（誰もがイーロンを嫌っている）」がそのポスターを作成したと主張した。
同年2月27日、「Everyone Hates Elon」はそのポスターの写真や動画に「#dontbuyaswasticar（スワスティカーを買うな）」というハッシュタグを添えてインスタグラムとTikTokに投稿した。その投稿は多くのユーザーたちに拡散されたちまちバイラル化した。
同団体は、（ナチス式敬礼のようなポースをした）イーロン・マスクの等身大切り抜きパネルを数々のテスラのショールームに持ち込んだほか、「スワスティカーを買うな」と書かれたステッカーをロンドン中に配布した。

## 背景
これに先立って、イーロン・マスクはヨーロッパの政治家トップに対する非難を繰り返していた一方で、ヨーロッパの極右の政党や政治家、特にドイツのための選択肢 (AfD)に対して表立ってサポートを度々表現しており、さらには親ナチスの傾向があると目されている同党に対して選挙での投票への呼び掛けもしており、2025年1月のテスラ車の欧州市場での売り上げは同時期の2024年のものと比べて約半分に落ち込んでいた。
2025年1月20日に行われたトランプ米大統領就任式の記念パレードや支援者の集まりにおける演説において、ナチス式敬礼のようなジェスチャーを複数回繰り返し非難を浴びたが、マスクのサポーターたちはそれを「ローマ式敬礼」だと擁護した。
1月22日には、就任式の敬礼をしたマスクの画像と、テスラ車のロゴと同じフォントを使った「ハイル・テスラ」の文字が、ボイコットという言葉と共に、任意の2団体によってテスラ社のベルリン工場の壁にプロジェクションマッピングで投影されていた。
そして、就任式直後からドナルド・トランプの下で政府効率化省 (DOGE) の長となり、強硬な態度で米連邦職員の大量解雇を試みている最中だった。

## 影響
テスラを自家用車として所有するオーナーたちは、車の評判が落ち、他人から冷やかしの言葉を掛けれたり、「ナチスの車」と書かれた紙を車に貼られたりするようになったため、売却や寄付を考えるようになった。
アメリカ合衆国でもほぼ同時期に始まった反マスク行動「#テスラたたきつぶせ」をサポートする者たちも、素早くスワスティカーのハッシュタグを自分達のSNSでの投稿に取り入れた。
テスラに対するボイコットはさらに拡大し、サンフランシスコが位置するベイエリアでは「お前のスワスティカーを売れ！」と書かれたナチス式敬礼のようなポースをしたマスクのイラスト入りのビラが街中の電柱などに貼られ、テスラ車のオーナーに対して車を売却するよう行動を求めた。
アメリカ合衆国では、全般的に自動車保険料は上昇傾向にあるが、テスラ車に大きな赤いスワスティカを描かれたりする被害も報告され、ヴァンダリズムがテスラ車に集中していることから、この傾向が続けばテスラ車の保険料が上昇する可能性が警告された。